# Kalamáki (Ándros)
Kalamáki (grec moderne : Καλαμάκι) est une localité située dans le dème d'Ándros, dans le district régional d'Ándros, dans la périphérie d'Égée-Méridionale, en Grèce.
Selon le recensement de 2021, elle compte 28 habitants.